# Liste des voies ferrées de la Manche
Voici la liste des voies ferrées du département de la Manche.

## Lignes exploitées
- Ligne Paris - Cherbourg (no 366000)
- Ligne Lison - Lamballe (no 415000)
- Ligne Argentan - Granville (no 405000), dernière portion de l'axe Paris  - Granville

## Lignes partiellement exploitées
- Ligne Carentan - Carteret (no 418000), train touristique du Cotentin entre Carteret et Portbail
- Ligne Saint-Lô - Guilberville (no 414000), trafic fret entre Saint-Lô et Condé-sur-Vire

## Lignes non exploitées
Un nombre important de voies de chemin de fer qui furent ouvertes sont désormais fermées et déferrées.
- Écartement standard
  - Nomenclature SNCF Réseau
    - Ligne Coutances - Sottevast (no 417000), actuellement voie verte
    - Ligne Vire - Romagny (no 440000)
    - Ligne Orval-Hyenville - Regnéville-sur-Mer (no 416000)
    - Ligne Domfront - Pontaubault (no 437000)
    - Ligne Vitré - Pontorson (no 439000)
    - Ligne Saint-Hilaire-du-Harcouët - Fougères (no 448000)

  - Hors nomenclature SNCF Réseau
    - Ligne de Valognes Montebourg à Saint-Vaast et à Barfleur
    - Ligne Cherbourg - Barfleur
    - Ligne Cherbourg - Urville
    - Ligne Pontorson - Mont-Saint-Michel
    - Ligne Sourdeval - Tinchebray (Exploitant: MVCR - Promoteur : Jules Labiche, sénateur de la Manche) prévue de Montsecret (Orne) à Chérencé le Roussel, s'est arrêtée à Sourdeval. Empruntait la vallée de la Sées. Rachetée par la SNCF en 1936
- À voie métrique
  - Ligne Pont l'Abbé-Picauville - Sainte-Mère-Église (CFM)
  - Ligne Coutances - Lessay par Coutainville (CFM)
  - Ligne Condé-sur-Vire - Granville (3R et CFM)
  - Ligne Granville - Sourdeval
  - Ligne Avranches - Saint-James

## Abréviations
- CFM : Société des Chemins de Fer de la Manche
- ATCM : Association Tourisme et Chemin de fer de la Manche
- Société de Tramways Électriques

Fusion de la Société des tramways électriques et des Chemins de Fer pour devenir la Société des Chemins de Fer de la Manche

## Sources
- Archives départementales de la Manche (Classification : 5 S)